# يانسن خوسيه موريرا
يانسن خوسيه موريرا (10 يوليو 1927 بريو دي جانيرو في البرازيل - 9 يوليو 2010) هو لاعب كرة قدم برازيلي في مركز الهجوم، شارك في الألعاب الأولمبية الصيفية 1952. ولعب مع نادي بونتي بريتا ونادي غواراني ونادي فاسكو دا غاما ونادي كورينثيانز.

## وصلات خارجية
- يانسن خوسيه موريرا على موقع الاتحاد الدولي (مؤرشف)  (الإنجليزية)
- يانسن خوسيه موريرا على موقع أوليمبيديا (الإنجليزية)